# Anton Hanak
Anton Hanak (Brünn, 22 marzo 1875 – Vienna, 7 gennaio 1934) è stato uno scultore austriaco.

## Biografia
Anton Hanak studiò presso Edmund von Hellmer all'accademia di belle arti di Vienna. Fu un membro della Secessione viennese e della Wiener Werkstätte, nonché il fondatore dell'Österreichischer Werkbund. Le sue opere hanno quasi sempre un carattere simbolico e visionario, a volte vicino all'espressionismo, come L'ultimo uomo (Der letzte Mensch, 1917) o L'uomo che brucia (Der brennende Mensch, 1922).

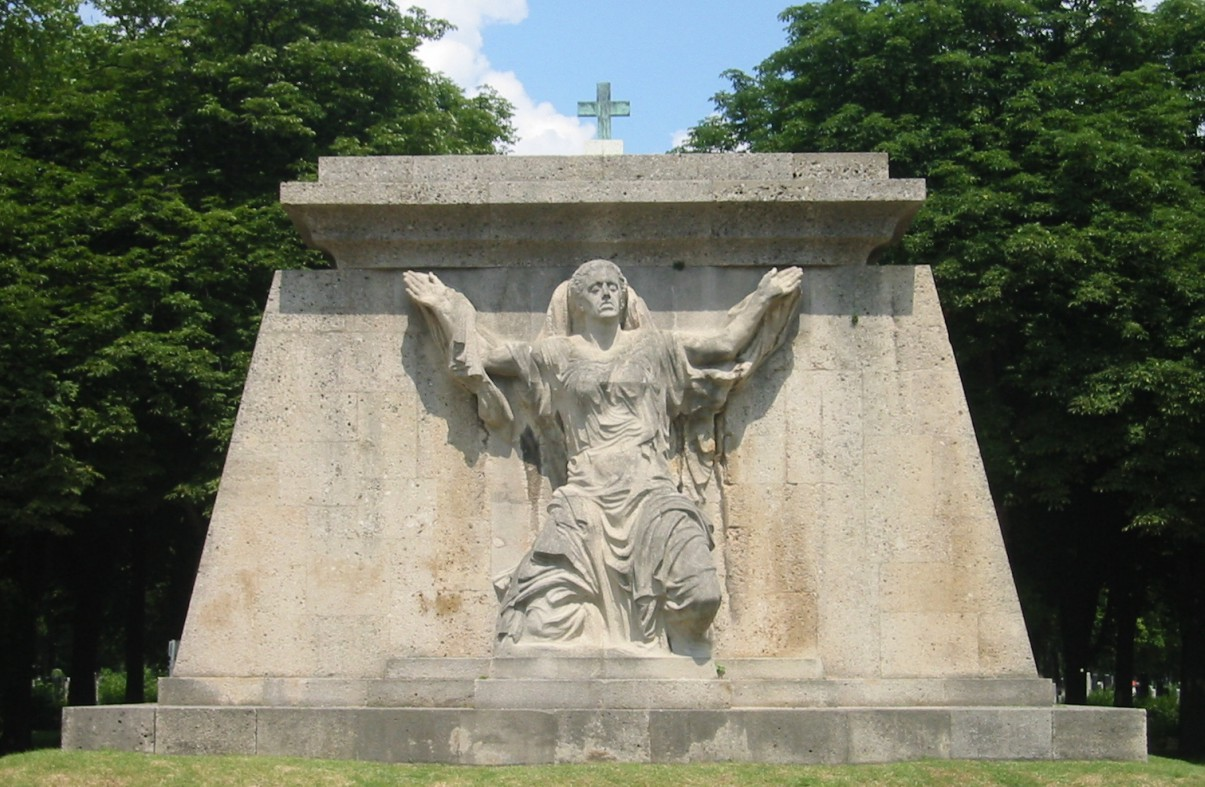
La Schmerzensmutter, al cimitero centrale viennese.

Negli anni 1920, adornò vari edifici di Josef Hoffmann, come la villa della famiglia Primavesi, e altre residenze di Vienna. Egli creò vari busti e monumenti come il monumento ai caduti della prima guerra mondiale Schmerzensmutter (Mater Dolorosa) del cimitero centrale di Vienna, o il busto di Viktor Adler del monumento alla Repubblica. L'ultimo progetto al quale lavorò furono le grandi sculture del Güven Anıtı (che in turco significa "monumento alla fiducia") di Ancara, proposto e avviato da Clemens Holzmeister nel 1931. Alla morte dello scultore era rimasto incompiuto e fu Josef Thorak che portò a termine l'opera nel 1936.
Fu un professore all'università di arti applicate di Vienna e poi, nel 1932, dell'Accademia. Dei suoi studenti furono Karl Duldig, Fritz Wotruba, Angela Stadtherr, Adolf Treberer-Treberspurg, Heinz Leinfellner, Gustav Resatz, Hilde Uray, Franz Hagenauer, Ilse Pompe-Niederführ, Jakob Adlhart, Severino Pose, Antonio Pena e Pepi Weixlgärtner-Neutra.
Anton Hanak morì il 7 gennaio del 1934 e la sua tomba si trova al cimitero di Hietzing (gruppo 5, numero 120). Nel quartiere di Penzing, a Vienna, una via porta il suo nome. A Langenzersdorf, un museo è dedicato interamente alle sue opere.

## Galleria d'immagini

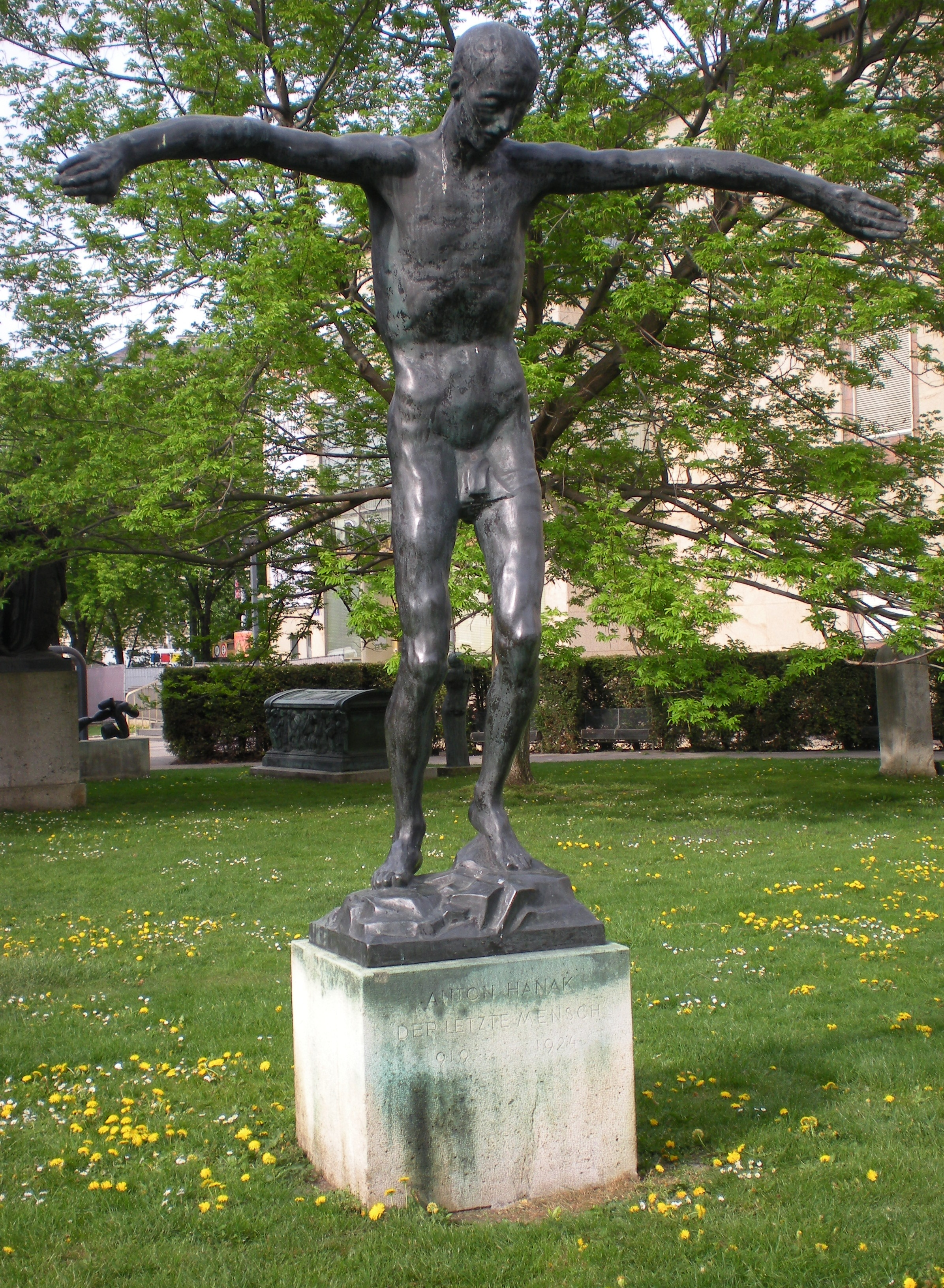
Der letzte mensch, situato a Vienna.
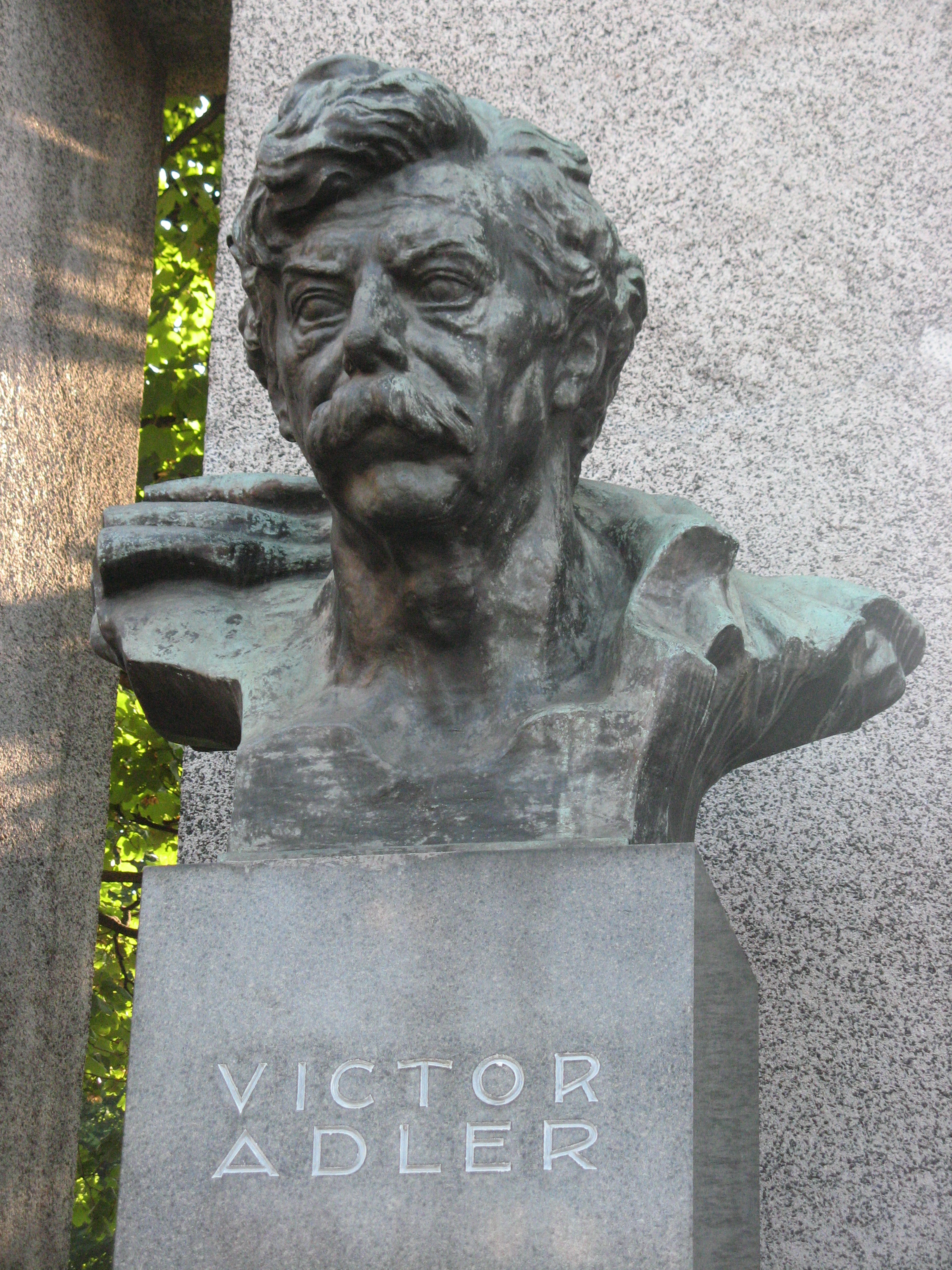
Il busto di Viktor Adler,  dal monumento alla Repubblica di Vienna.
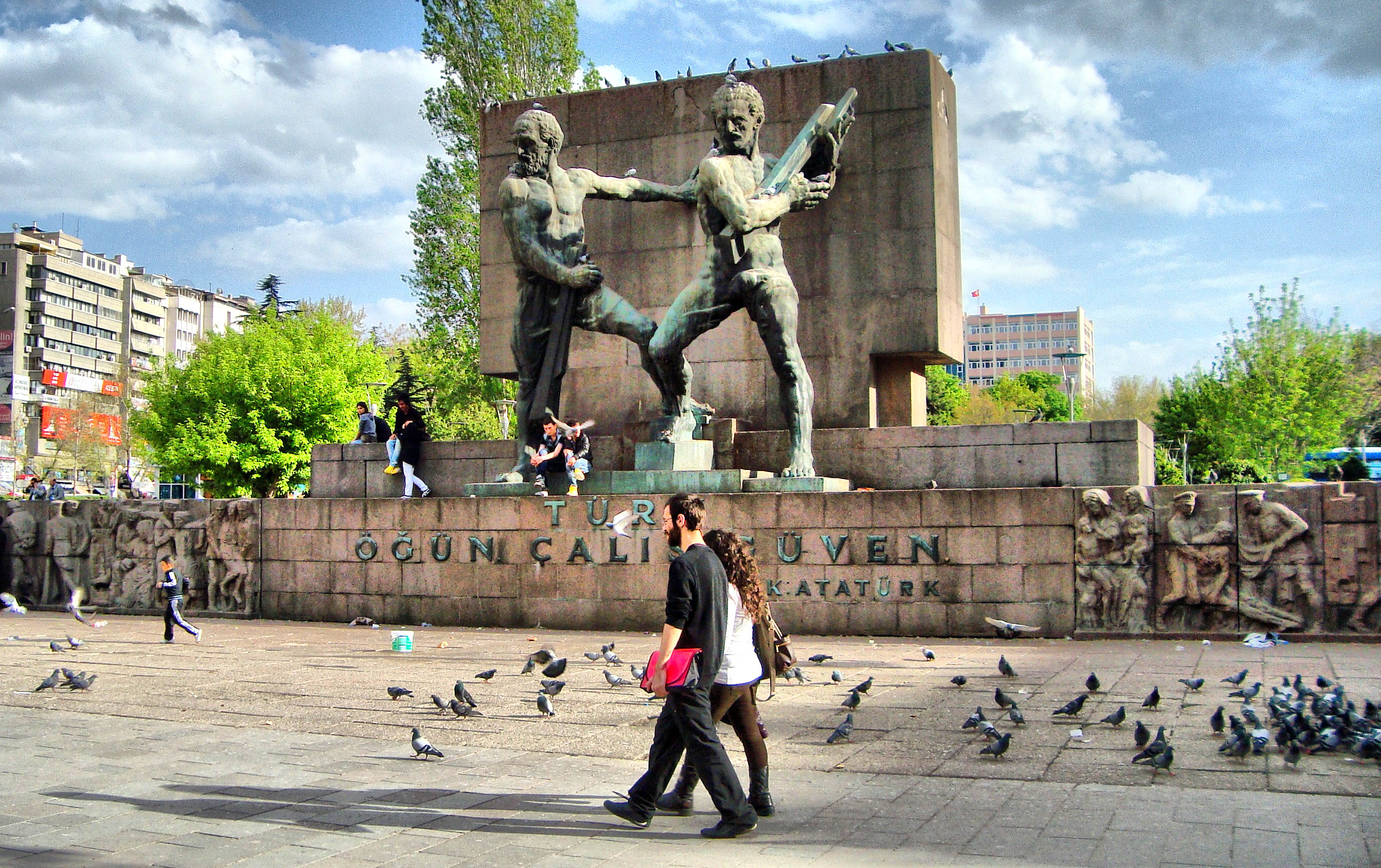
Il Güven Anıtı, situato nei pressi del Güvenpark ancirano.
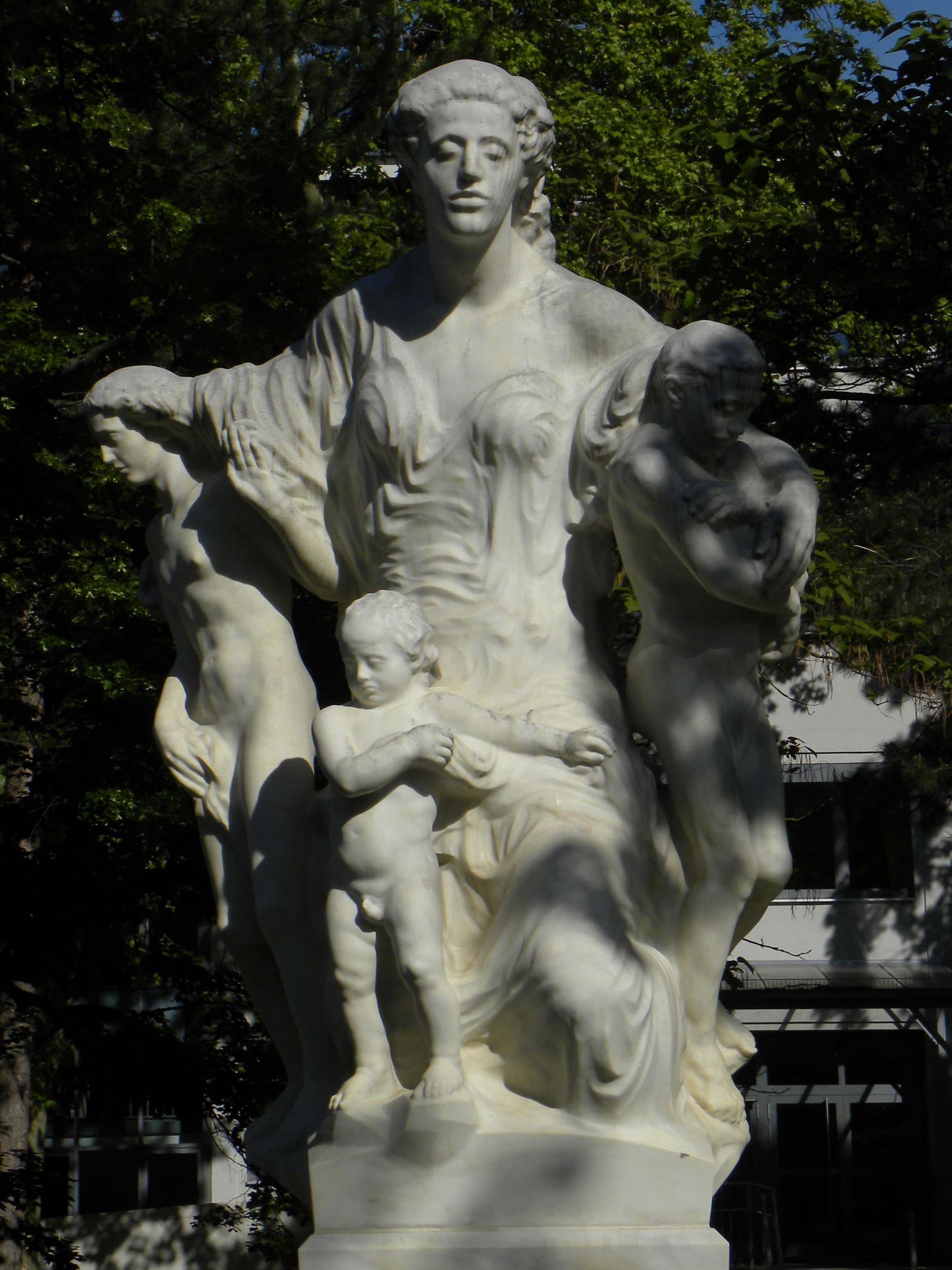
La fontana della Magna Mater a Vienna.